# Diamesa waltlii
Diamesa waltlii är en tvåvingeart som först beskrevs av Johann Wilhelm Meigen 1838.  Diamesa waltlii ingår i släktet Diamesa och familjen fjädermyggor.
Artens utbredningsområde är Tyskland. Inga underarter finns listade i Catalogue of Life.